# Ronde van Frankrijk 2019/Tweede etappe
De tweede etappe van de Ronde van Frankrijk 2019 werd verreden op 7 juli. De etappe was een ploegentijdrit over 27,6 kilometer door de straten van Brussel. De ploeg van geletruidrager Mike Teunissen won de ploegentijdrit en verstevigde daarmee de leiding in het klassement.
| Brussel – Brussel (TTT) (27,6 km) |                                |        |
| Plaats                            | Naam                           | Tijd   |
| 1                                 | Team Jumbo-Visma               | 28'57" |
| 2                                 | Team INEOS                     | + 20"  |
| 3                                 | Deceuninck–Quick-Step          | + 21"  |
| 4                                 | Team Sunweb                    | + 26"  |
| 5                                 | Team Katjoesja Alpecin         | z.t.   |
| 6                                 | EF Education First Pro Cycling | + 28"  |
| 7                                 | CCC Team                       | + 31"  |
| 8                                 | Groupama-FDJ                   | + 32"  |
| 9                                 | Bahrain-Merida                 | + 36"  |
| 10                                | Astana Pro Team                | + 41"  |

| Algemeen klassement |                   |                       |          |
| Plaats              | Naam              | Ploeg                 | Tijd     |
| 1                   | Mike Teunissen    | Team Jumbo-Visma      | 4u51'34" |
| 2                   | Wout van Aert     | Team Jumbo-Visma      | + 10"    |
| 3                   | Steven Kruijswijk | Team Jumbo-Visma      | z.t.     |
| 4                   | Tony Martin       | Team Jumbo-Visma      | z.t.     |
| 5                   | George Bennett    | Team Jumbo-Visma      | z.t.     |
| 6                   | Gianni Moscon     | Team INEOS            | + 30"    |
| 7                   | Egan Bernal       | Team INEOS            | z.t.     |
| 8                   | Geraint Thomas    | Team INEOS            | z.t.     |
| 9                   | Dylan van Baarle  | Team INEOS            | z.t.     |
| 10                  | Elia Viviani      | Deceuninck–Quick-Step | + 31"    |

1e etappe ·
2e etappe ·
3e etappe ·
4e etappe ·
5e etappe ·
6e etappe ·
7e etappe ·
8e etappe ·
9e etappe ·
10e etappe ·
11e etappe ·
12e etappe ·
13e etappe ·
14e etappe ·
15e etappe ·
16e etappe ·
17e etappe ·
18e etappe ·
19e etappe ·
20e etappe ·
21e etappe
Startlijst · Eindstanden · Afbeeldingen